# Сон (поема)
«Сон» («У всякого своя доля…») — поема Тараса Шевченка 1844 року, ліричний памфлет, перший у його творчості і в новій українській літературі твір сатири, спрямованої проти соціального й національного гніту, проти тодішнього соціально-політичного ладу ― самодержавства, кріпацтва, російської церкви, проти «рабської покірливості мас» і «національної зради верхівки українського суспільства, що пішла на службу імперській владі».

## Історія створення і публікації
Автограф — в альбомі «Три літа», де поему датовано «8 июля 1844 С.-Петербург». Збереглися численні списки твору. Свою гостро політичну поему Шевченко створив, не розраховуючи на друкування. Уперше «Сон» видано окремою книжечкою 1865 року у Львові за списком. У Росії вперше надруковано уривок (рядки 75-156) з цензурними купюрами в «Кобзарі» (СПб, 1867), повністю — в «Кобзарі» за редакцією В. М. Доманицького (СПб, 1907).
Поема є своєрідним підсумком роздумів автора про час і долю свого народу.
Шевченко написав поему після першої подорожі в Україну під безпосереднім враженням від соціальної дійсності того часу. Створення поеми було підготовлене всім попереднім розвитком автора «Кобзаря»: засвоєння ним традицій української сатиричної літератури, народного гумору, бурлеску, пародії, сатиричної творчості Миколи Гоголя (є певний зв'язок між гоголівським гротеском і фантастично-гротесковими образами «комедії»), російської волелюбної поезії (О. Пушкін, М.Лермонтов, декабристи, анонімні антицаристські твори, що поширювалися в списках). Багато спільних типологічних рис твір має з поемами А. Міцкевича («Дзяди») і Г. Гейне («Німеччина. Зимова казка»). Під час слідства у справі Кирило-Мефодіївського братства поема «Сон» була одним з основних доказів антиурядової діяльності Шевченка і підставою для суворого покарання автора.

## Особливості жанру, сюжету і композиції
«Сон» — ліро-епічна поема, що є одночасно політичним памфлетом.
Шевченко назвав свій твір «комедією» (у тому розумінні, в якому назвав свій твір Данте), змалювавши митарства своєї змученої національною трагедією душі. Авторський підзаголовок указує і на жанрові властивості твору, і на характер відображення дійсності. Сюжетно-композиційний кістяк поеми — фантастичний політ оповідача уві сні над просторами Росії в пошуках «раю» в імперії Миколи І.
Щоб художньо виразити в поемі багатогранну проблематику, Шевченко вдався до своєрідної «фрескової» побудови твору, до форми «сну», відомої у світовій літературі як такої, що дає максимальну можливість розгортання фантастичних ситуацій, тим більше гротескного характеру. Поет вільно оперує сюжетом, своєю думкою ширяє у «часі і просторі». Після вступу, який має характер філософських роздумів, подано три картини: авторові сниться, що він летить над закріпаченою Україною, звідти переноситься в Сибір, на каторгу, а потім — у Петербург, у царський палац. Завдяки такій композиції поеми Шевченко створив широку соціальну панораму всієї Російської імперії.
Своєрідністю архітектоніки поеми є також те, що поет-оповідач (при створенні цього образу автор використав прийом очуднення) у бурлескній масці простака виступає одночасно і дійовою особою, він висловлює свої роздуми й почуття. Особливістю поеми є також наявність численних ліричних відступів, які виступають не лише засобом переходу від однієї картини до іншої, а й тривкою основою всієї ідейно-художньої концепції твору.

## Ідейно-тематичний зміст
У поемі «Сон» Шевченко вперше в українській літературі створює узагальнену художню панораму соціально-політичного буття Російської імперії у його найсуттєвіших виявах. Це насамперед кріпосництво (образ українського села), рекрутчина й солдатчина, політичний терор (образ сибірської каторги). Це цар і його поплічники (сцени в палаці). Це суспільно пасивний загал («недобитки православні»). Це зденаціоналізовані перевертні, що пішли служити імперському режимові («землячок з циновими ґудзиками»). Це колоніальне гноблення України — винищення на канальних роботах козацьких полків — квіту народу; розправа над гетьманом Павлом Полуботком, що зображений як ідеальний захисник України та мученик за її волю.
На конкретному тлі ідилічного пейзажу («Летим. Дивлюся, аж світає…») автор малює узагальнені до символу картини покріпаченої України («опухла дитина, голоднеє мре, а мати пшеницю на панщині жне»), сибірської каторги (перший в українській літературі образ покараного «царя волі», художньо ототожненого з Христом, розіп'ятим між двома розбійниками). У цих фрагментах партія ліричного героя-розповідача набуває трагедійної тональності юродивого. Описові фрагменти змінюються монологами-інвективами ліричного героя. Із сибірського епізоду слово забирає ліричний оповідач з властивим йому ліричним звертанням до персонажів. Контрастні й картини петербурзької дійсності: з одного боку — розкіш і бундючність царського двору, з другого — низи, вбогі, що «на труд поспішають», «заспані дівчата», дрібні чиновники, муштровані солдати. Глибоких соціально-політичних узагальнень поет досягає в сценах у царському палаці. Це — «висока карикатура» політично-філософського наповнення. Поет викриває не тільки Миколу І, а й самий принцип самодержавства як брутального й не обмеженого законом самовладдя. Так, гротескова сцена «генерального мордобиття» (І. Франко) — це сатиричний символ державної «механіки» царизму, своєрідна політична метафора, що образно унаочнювала ієрархію насильства, на якому трималася царська влада. Кінцевий гротесковий епізод поеми, у якому від безглуздого крику царя зникає під землю його «челядь», а він залишається один — безсилий і смішний, — сатиричний символ, що розкриває примарність злої сили царизму. Такої інтелектуальної насиченості, високої ідейності, глибини соціально-філософської думки до Шевченка українська література ще не знала.
| Ліві лапки | Так, магічна сила самодержавства – у сліпому послухові люду. Чи не перший на теренах російської імперії Шевченко висловив цю думку так підкреслено, подавши її в соковитій картинній метафорі. А в нього самого вона визрівала давно. Вона логічно випливала з його «козацького» волелюбства, з духу непокори, заповіданого українською історією. Тим-то так зверхньо ставиться він до «священних» для обивателя ритуалів самодержавства, так убивчо профанує його «високі» ідеологеми і так уїдливо шпигає землячків-перевертнів, що «по-московській так і ріжуть //Сміються та лають // Батьків своїх...» — Іван Дзюба | Праві лапки |

## Стилістичні особливості
Поема багата на розмаїті інтонації: окремі картини мають трагічне забарвлення, елегійний
тон часто змінюється енергійними інвективами. Численні тематичні та лірико-емоційні переходи відображено в поетичній мові твору, його тропах, віршовій побудові, зокрема в багатстві ритмомелодики. У поемі є елементи романтичної фантастики. Гротескно-фантастичне перетворення образів у сцені в царських палатах засвідчує перевагу ліричного первня; це стосується й містичної, на перший погляд, сцени коло пам'ятника Петру І. Однак «містика» у Шевченка позбавлена ірраціональності й жаху: душі загублених царем на будівництві Петербурга українських козаків і гетьмана Полуботка, в образі фольклорно-традиційних білих пташок, мають засвідчити тяжкий злочин самодержця.
У процесі творення образів царя і цариці поет застосував засоби сатиричного викриття: іронію, гротеск, карикатуру, протиставляючи свою характеристику царефільським одам «тупорилих віршомазів». При всій гротескності образів царя і цариці (цар — «вилупив баньки з лоба», «одутий, аж посинів»; цариця — «Мов опеньок засушений, // Тонка, довгонога») Шевченко як поет-трибун, виразник інтересів поневоленого народу, подав у них і справжні портретні риси, відомі з нелегальної літератури, мемуарів і сатиричної графіки тих часів.
У багатьох місцях поеми автор використовує фольклорні засоби. Поет звертається до народнопоетичної персоніфікації в зображенні краси української природи, вводить елементи рекрутських пісень, у відступі про П. Полуботка — початок історичної пісні «У Глухові у городі». Царя, царицю і панство змальовано засобами української народної сатири. У зниженому плані поет порівнює придворних, царя і царицю з тваринами, що стали засобом негативно забарвленої народної символіки («мов кабани годовані — пикаті, пузаті», «тупорилі віршомази», «мов сичі надуті», «як індики», «неначе з берлоги медвідь виліз», «мов та чапля» тощо).
Розкриваючи разючі контрасти й суперечності зображуваної дійсності, Шевченко спрямував нищівний вогонь на такі соціальні явища, у яких найповніше виявлялася жорстокість і потворність усієї прогнилої самодержавно-кріпосницької системи.

## Значення
Поема «Сон» — перша політична поема, у якій самодержавство викрито з позицій кріпосного селянства, яке усвідомило себе (в особі Шевченка) політично. Цей твір поставив автора в один ряд з найвидатнішими сатириками світової літератури. Поема засвідчила остаточну кристалізацію антиімперського стрижня демократичного світогляду Шевченка, була відгуком на найпекучіші проблеми суспільно-політичного життя України в складі Російської імперії у 1840-х роках.

## Культурні інтерпретації
Літературознавці порівнювали «Сон» з «Пеклом» (частиною «Божественної комедії») Данте.
Поему «Сон» широко ілюстрували художники І. С. Їжакевич, В. І. Касіян, О. С. Пащенко, К. Г. Агніт-Следзевський, В. І. Масик, Ю. В. Северин й інші.
Епізоди поеми, сцену «генерального мордобитія» і назву використали автори сценарію кінофільму «Сон» Д. В. Павличко і В. Т. Денисенко.